# David Jenkins, Baron Jenkins
David Llewellyn Jenkins, Baron Jenkins PC KC (* 8. April 1899; † 6. April 1969) war ein britischer Jurist, der zuletzt als Lord of Appeal in Ordinary aufgrund des Appellate Jurisdiction Act 1876 als Life Peer auch Mitglied des House of Lords war.

## Leben
Jenkins, dessen Vater Sir John Lewis Jenkins Mitglied des Rates des Generalgouverneur von Indien und Knight Commander des Order of the Star of India war, leistete nach dem Besuch der Charterhouse School während des Ersten Weltkrieges seinen Militärdienst bei der Rifle Brigade. Danach absolvierte er ein Studium der Rechtswissenschaften am Balliol College der University of Oxford und erhielt nach dessen Abschluss 1923 seine anwaltliche Zulassung bei der Rechtsanwaltskammer (Inns of Court) von Lincoln’s Inn. Im Anschluss nahm er eine Tätigkeit als Barrister auf und erhielt für seine anwaltlichen Verdienste 1938 den Titel eines Kronanwalts (King’s Counsel).
Nachdem Jenkins während des Zweiten Weltkrieges im Royal Army Service Corps (RASC) diente, wurde er 1945 sogenannter „Bencher“ der Anwaltskammer von Lincoln’s Inn und 1946 Generalstaatsanwalt (Attorney General) des Herzogtums von Lancaster. 1947 wurde er Richter in der Kammer für Wirtschaftssachen (Chancery Division) an dem für England und Wales zuständigen  High Court of Justice und bekleidete dieses Richteramt bis 1949. Nachfolger als Attorney General des Herzogtums von Lancaster wurde daraufhin Gerald Upjohn. Zugleich wurde er 1947 zum Knight Bachelor geschlagen und führte seither den Namenszusatz „Sir“.
Nach Beendigung dieser Richtertätigkeit erfolgte 1949 seine Berufung zum Richter (Lord Justice of Appeal) am Court of Appeal, dem für England und Wales zuständigen Appellationsgericht, an dem er bis 1951 tätig war. Daneben wurde er 1949 auch zum Privy Councillor ernannt.
Zuletzt wurde Jenkins durch ein Letters Patent vom 6. April 1959 aufgrund des Appellate Jurisdiction Act 1876 als Life Peer mit dem Titel Baron Jenkins, of Ashley Gardens in the City of Westminster, zum Mitglied des House of Lords in den Adelsstand berufen und wirkte bis zu seinem Tod 1969 als Lordrichter (Lord of Appeal in Ordinary). Daneben war er zwischen 1959 und 1962 auch Vorsitzender der nach ihm benannten Jenkins Committee on Company Law, die 1962 einen Bericht zur Reform des Gesellschaftsrechts vorlegte.